# Amoras (stripreeks)
Amoras is een stripreeks van tekenaar Charel Cambré en scenarioschrijver Marc Legendre. Het is een spin-off van Suske en Wiske, met dezelfde vaste hoofdpersonages.
Er verschenen zes normale albums, plus een bundeling van de verhalen en een making-of-album. Het eerste album verscheen op 8 mei 2013. De strips worden uitgegeven door de Standaard Uitgeverij. 
De reeks ging van start in 2013, als onderdeel van de viering van de 100ste geboortedag van Willy Vandersteen, de bedenker van Suske en Wiske. Amoras werd twee jaar later weer stopgezet, maar kreeg wel een vervolg.

## Stijl en verhaallijn
De tekenstijl van Amoras is over het algemeen aanzienlijk realistischer vergeleken met de oorspronkelijke reeks. De verhalen zijn veel meer bedoeld voor een volwassen publiek. Suske en Wiske zelf zijn hier ook een paar jaar ouder. Er komt wat meer realistisch aandoend geweld en gevloek aan bod, en sommige demonische gebeurtenissen worden niet geschuwd – zoals een priester die de duivel aanroept en vervolgens door een kruisbeeld wordt doorboord.
De verhalen vinden plaats op het fictieve eiland Amoras. Dit eiland speelde voor het eerst een rol in het Suske en Wiske-verhaal Op het eiland Amoras uit 1947, het tweede in de hoofdreeks dat Vandersteen maakte. De verhalen zijn gesitueerd in de nabije toekomst, meer bepaald in 2047, bewust 100 jaar na de eerste publicatie van Op het eiland Amoras. Suske en Wiske komen daar terecht door de teletijdmachine van professor Barabas, een ongelukje veroorzaakt door Lambik die samen met Jerom het internet wilde aansluiten op de teletijdmachine om de hele wereld terug te laten keren naar de tijd voordat de crisis begon. Suske en Wiske raken van elkaar gescheiden op het eiland. Suske gaat naar Wiske op zoek en krijgt daarbij hulp van Jérusalem, een nieuw personage. Krimson is ook in deze reeks de vijand en is uit op de diamanten op het eiland. Hij wordt bijgestaand door zijn butler Achiel en wordt aangestuurd door de Academie. De Vetten en Mageren zijn nog steeds elkaars vijanden, al heten ze voortaan Fatties en Skinnies. Ook een nakomeling van Jef Blaaskop speelt een rol, Babar Blaaskop.
Nadat de verhaallijn ten einde kwam doken Cambré en Legendre in het verhaal achter Krimson. In het reguliere Suske en Wiske verhaal van Het rijmende paard geeft Lambik aan Krimson al te kennen. Waarvan weet niemand, maar dat wordt verklaard in De Kronieken van Amoras deel 1, 2 en 3. Daarna volgen losse verhalen in diezelfde reeks, waarin de Zwarte Madam, Van Zwollem en Anne-Marie van Zwollem ook aan bod komen.

## Ontstaansgeschiedenis
Het idee voor een spin-off van Suske en Wiske kwam van Ronald Grossey, de voormalige hoofdredacteur van het weekblad Suske en Wiske. Samen met tekenaar Marvano maakte hij eerder Red Knight, een spin-off van De Rode Ridder. Hij kwam bij Cambré terecht met het idee om de voorgeschiedenis van Jerom in een strip te brengen, maar ondanks de steun van de familie Vandersteen werd het idee door de uitgeverij verworpen, uit schrik dat de hoofdreeks eronder zou lijden.
Geïnspireerd door de successen van een nevenreeks van Robbedoes en Kwabbernoot en spin-offs van diezelfde reeks (De Kleine Robbe), van Guust (Gastoon) en van Dommel (Dommeltje), dacht Cambré aan een spin-off voor een Vlaamse strip en kwam dan uit bij Suske en Wiske. Hij maakte enkele proefschetsen, die in de smaak vielen bij de familie Vandersteen en Johan De Smedt, hoofdredacteur strips bij Standaard Uitgeverij. Die laatste speelde zelf met een gelijkaardig idee en was ook het oorspronkelijke project rond Jerom al genegen. Omdat de reeks wat verder af ligt van de hoofdreeks dan het idee rond Jerom, was er ook een probleem minder voor de uitgeverij.
Cambré ging vervolgens op zoek naar een scenarist en dacht aan Legendre, een Suske en Wiske-kenner. Het duo maakte eerder al samen de strip Schuimslagers.
In november 2014 werd een gelijkaardige spin-offreeks rond Jerom (J.ROM - Force of Gold) opgestart, geschreven door Bruno de Roover en getekend door Romano Molenaar.

## Vervolg
In 2016 werd bij wijze van doorstart een tweede serie aangekondigd, De Kronieken van Amoras. Deze serie loopt tot op heden.

## Albums
| Nummer | Titel                                                  | Eerste druk   |
| ------ | ------------------------------------------------------ | ------------- |
| 1      | Suske                                                  | mei 2013      |
| 2      | Jérusalem                                              | november 2013 |
| 3      | Krimson                                                | mei 2014      |
| 4      | Lambik                                                 | oktober 2014  |
| 5      | Wiske                                                  | mei 2015      |
| 6      | Barabas                                                | november 2015 |
|        | Amoras - De complete saga (bundeling van de zes delen) | november 2015 |
|        | Making of Amoras                                       | december 2015 |

## De Kronieken van Amoras
| Nummer | Titel                         | Eerste druk     |
| ------ | ----------------------------- | --------------- |
| 1      | De zaak Krimson #1            | 15 maart 2017   |
| 2      | De zaak Krimson #2            | 11 oktober 2017 |
| 3      | De zaak Krimson #3            | 13 juni 2018    |
| 4      | Gardavu!                      | 14 mei 2019     |
| 5      | De Killerbacterie             | december 2019   |
| 6      | De underdog                   | mei 2020        |
| 7      | Wie niet horen wil            | november 2020   |
| 8      | Avontuur in Piscine-les-Bains | mei 2021        |
| 9      | De zaak Sus Antigoon #1       | november 2021   |
| 10     | De zaak Sus Antigoon #2       | mei 2022        |
| 11     | Schanulleke                   | oktober 2022    |
| 12     | De val                        | mei 2023        |
| 13     | De droom van Arthur           | november 2023   |
| 14     | Rotzooi in Kiflama            | augustus 2024   |